# The Gamekeeper
The Gamekeeper è un film del 1980 diretto da Ken Loach.